# Ильманен, Сакари Йоханнес
Сакари Йоханнес Ильманен (фин. Sakari Johannes Ilmanen; 3 ноября 1880 года, Лоппи, Великое княжество Финляндское, Российская империя — 16 февраля 1968 года, Хельсинки, Финляндия) — фигурист из Финляндии, шестикратный чемпион Финляндии 1908, 1912, 1920—1922 и 1924 годов в мужском одиночном катании, участник Олимпиады 1920 года.

## Спортивные достижения
| Соревнования/Сезоны  | 1908 | 1911 | 1912 | 1914 | 1920 | 1921 | 1922 | 1923 | 1924 |
| -------------------- | ---- | ---- | ---- | ---- | ---- | ---- | ---- | ---- | ---- |
| Зимние Олимпиады     |      |      |      |      | 5    |      |      |      |      |
| Чемпионаты мира      |      |      |      | WD   |      |      |      |      |      |
| Чемпионаты Европы    |      |      |      |      |      |      | 6    |      |      |
| Чемпионаты Финляндии | 1    | 2    | 1    | 2    | 1    | 1    | 1    |      | 1    |

- * WD = Снялся с соревнования